# Novoukraiinske, Huleaipole
Novoukraiinske (în ucraineană Новоукраїнське) este un sat în comuna Novozlatopil din raionul Huleaipole, regiunea Zaporijjea, Ucraina.

## Demografie
Componența lingvistică a localității Novoukraiinske
     Ucraineană (97,78%)
     Rusă (2,22%)
Conform recensământului din 2001, majoritatea populației localității Novoukraiinske era vorbitoare de ucraineană (97,78%), existând în minoritate și vorbitori de rusă (2,22%).